# Pararetifusus
Pararetifusus is een geslacht van weekdieren uit de klasse van de Gastropoda (slakken).

## Soorten
- Pararetifusus kantori Kosyan, 2006
- Pararetifusus kosugei Kosyan, 2006
- Pararetifusus tenuis (Okutani, 1966)